# Diocesi di Araguaína
La diocesi di Araguaína (in latino Dioecesis Araguainensis) è una sede della Chiesa cattolica in Brasile suffraganea dell'arcidiocesi di Palmas. Nel 2023 contava 215.794 battezzati su 308.278 abitanti. È retta dal vescovo Giovane Pereira de Melo.

## Territorio
La diocesi comprende 19 comuni dello stato brasiliano del Tocantins: Aragominas, Araguaína, Araguanã, Arapoema, Babaçulândia, Bandeirantes do Tocantins, Barra do Ouro, Campos Lindos, Carmolândia, Filadélfia, Goiatins, Muricilândia, Nova Olinda, Palmeirante, Pau d'Arco, Piraquê, Santa Fé do Araguaia, Wanderlândia e Xambioá.
Sede vescovile è la città di Araguaína, dove si trova la chiesa matrice di San Sebastiano, che serve provvisoriamente come procattedrale.
Il territorio si estende su 35.826,93 km² ed è suddiviso in 22 parrocchie.

## Storia
La diocesi è stata eretta da papa Francesco il 31 gennaio 2023 con la bolla Fidei virtus, ricavandone il territorio dalle diocesi di Tocantinópolis e di Miracema do Tocantins.

## Cronotassi dei vescovi
Si omettono i periodi di sede vacante non superiori ai 2 anni o non storicamente accertati.
- Giovane Pereira de Melo, dal 31 gennaio 2023

## Statistiche
La diocesi nel 2023 su una popolazione di 308.278 persone contava 215.794 battezzati, corrispondenti al 70,0% del totale.
| anno | popolazione | popolazione | popolazione | presbiteri | presbiteri | presbiteri | presbiteri                | diaconi | religiosi | religiosi | parrocchie |
| anno | battezzati  | totale      | %           | numero     | secolari   | regolari   | battezzati per presbitero | diaconi | uomini    | donne     | parrocchie |
| ---- | ----------- | ----------- | ----------- | ---------- | ---------- | ---------- | ------------------------- | ------- | --------- | --------- | ---------- |
| 2023 | 215.794     | 308.278     | 70,0        | 31         | 18         | 13         | 6.961                     |         | 1         | 15        | 22         |